# مرآة باردة

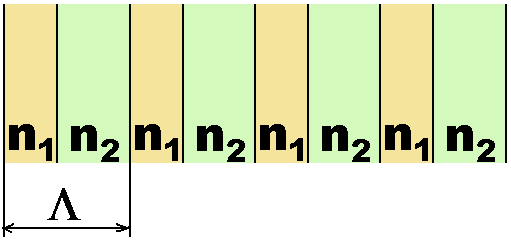
تمثيل تخطيطي للبلورة الضوئية أحادية البعد.

المرآة الباردة  (بالإنجليزية: cold mirror ) هي نوع خاص من مرآة الاستقطاب تعكس كل طيف الضوء المرئي بينما تدع الأشعة تحت الحمراء تنفذ خلالها . وكما هو الحال للمرآة الساخنة ، يمكن ضبط وضع المرآة في الجهاز الضوئي بحيث تعمل مع شعاع الضوء زاوية بين 0 درجة إلى 45 درجة . وهي مرايا مكونة من عدة طبقات رقيقة جدا من مواد استقطابية متتابعة بحيث تؤدي عمل مرشح التداخل الضوئي (أنظرمرآة استقطاب).

## استخداماتها
يمكن استخدام المرايا الباردة في فاصل فيض الضوء مع أنظمة الليزر من أجل عكس الضوء المرئي إلى المصدر مع ترك الأشعة تحت الحمراء تنفذ منه بدون خسارة في شدتها.

## اقرأ أيضا
- مرآة ساخنة
- مرشح التداخل
- مرآة
- مرشح أشعة فوق البنفسجية
- مرشح أشعة تحت الحمراء
- مزج ضوئي
- كهروضوئيات
- تباين (بصريات)